# Микерин, Вадим Евгеньевич
Вадим Евгеньевич Микерин (род. 11 мая 1959, Челябинск-40) — российский бизнесмен, топ-менеджер, президент компании TENAM Corp., американской дочерней структуры ОАО «Техснабэкспорт», которая занимается экспортом ядерных материалов и услугами по обогащению урана для атомной энергетики 16 стран, в том числе США. На мировом рынке компания работает под торговой маркой Tenex, являясь при этом 100-процентной «дочкой» ОАО «Атомэнергопром». Все эти компании входят в структуру материнской российской госкомпании «Росатом». Возглавляемая Микериным TENAM Corp. специализируется на поставках низкообогащённого урана в США для атомных электростанций.
В 2015 году был осуждён в США к 4 годам тюрьмы за коррупцию при заключении контрактов на транспортировку в США российского урана. В апреле 2018 года освобождён из тюрьмы.

## Биография

### Семья
Родился 11 мая 1959 года в закрытом уральском городе Челябинске-40 (ныне — город Озёрск Челябинской области) в семье одного из основных организаторов атомной промышленности в СССР, ответственного сотрудника и замминистра Минатома СССР и РФ Евгения Ильича Микерина. У Евгения Ильича и его жены Галины ещё в период работы на Урале родилось двое сыновей — Вадим и Игорь.
Вадим Микерин женат на Татьяне Всеволодовне Микериной (Елагиной, род. 1959). Дочь Любовь родилась в 1982 году, в 2004 году окончила МГИМО и начала работать в Министерстве иностранных дел РФ, в 2005—2008 годах работала в посольстве России в Словении. Сын Денис родился в 1987 году, в 2008 году окончил факультет международных отношений МГИМО. Семья в связи с длительной командировкой Микерина проживает в городке Чеви Чейз (англ. Chevy Chase), штат Мэриленд, США.

### Образование
Детство Вадима прошло в закрытых городах на Урале и в Железногорске Красноярского края, где отец Вадима руководил секретными горнохимическими предприятиями. В 1976 году окончил 101-ю школу города Железногорска. В школьные годы увлекался горнолыжным спортом, занимался в Детско-юношеской спортивной школе № 1 ЗАТО Железногорск; на сайте учебного заведения Вадим и в 2014 году указан как один из наиболее способных воспитанников тренера Евгения Васильевича Ткаченко.
В 1982 году Микерин окончил Аэрокосмический факультет Московского авиационного института, обладает степенью магистра в области управления и навигационных систем. Имеет диплом бакалавра в области зарубежной экономики, полученный в Российской государственной академии внешней торговли. Владеет английским и французским языками.

### Дело о хищении изотопов
С апреля 1993 года оперативниками Министерства безопасности РФ расследовались хищения радиоактивных материалов на заводе «Электрохимприбор» (Свердловск-45), при обыске у подозреваемого замначальника цеха 001 Усольцева были найдены ампулы с изотопами таллия-203 и цинка-68.
После того, как каналы сбыта изотопов были перекрыты, эпизод по обвинению в хищениях сына замминистра Минатомэнерго Вадима Микерина был выделен в отдельное производство, но расследование в отношении него по неизвестным причинам было прекращено. Данная криминальная история освещалась в газете «Коммерсантъ» в 1995 году.

### Бизнес с поставками урана в США
Вадим Микерин более 20 лет работал в «Техснабэкспорте», занимал должность заместителя директора дочерней фирмы «Uranservis», занимавшейся внешнеторговыми операциями с урановой продукцией. В 2002 году был назначен на должность директора вновь созданного департамента межбюджетных программ и российско-американского сотрудничества в области экспорта урановых продуктов и урановых продаж дирекции. Микерин участвовал в сделках по продаже низкообогащённого урана из России в США. Эта деятельность началась 18 февраля 1993 года с подписания соглашения между правительствами России и США об использовании высокообогащённого урана, извлечённого из российского ядерного оружия по соглашению ВОУ-НОУ. В рамках соглашения производился перевод высокообогащённого урана из демонтируемых боеголовок в низкообогащённый уран для реакторов АЭС («мегатонны — в мегаватты»), а компания «Техснабэкспорт» занималась транспортировкой урана в США и его реализацией в стране. Первый такой контракт между российской компанией, на мировом рынке выступавшей под торговой маркой Tenex, и американской компанией Transport Logistics International был заключён в 1996 году.
По версии американской прокуратуры, в 2006 году Микерин и остальные фигуранты дела вступили в сговор, после чего Transport Logistics International начала получать контракты без конкурса, о чём головная организация «Техснабэкспорт» не была осведомлена.
Компанию TENAM Микерин возглавляет с мая 2010 года — по решению главы «Росатома» Сергея Кириенко. Офис компании находится на Висконсин-авеню в Бетесде, пригород Вашингтона, в 5 минутах езды от квартиры Микерина. Наиболее успешными оказались две спотовые сделки на поставку обогащённого уранового продукта из состава складского материала компании, находившегося в США на фабрикационном предприятии GNF-A. Всего на конец 2013 года в экспортном портфеле «Техснабэкспорта» находилось 16 прямых и 3 контракта на поставку ядерных материалов, заключённых TENAM, — с 12 американскими энергокомпаниями для атомных электростанций на общую сумму около 5,8 млрд долларов.
В 2011 году «Техснабэкспорт» и американская компания United States Enrichment Corporation подписали контракт на оказание услуг по обогащению урана для АЭС США до 2022 года.
В 2012 году в рамках соглашения ВОУ—НОУ от 1993 года по контракту между ОАО «Техснабэкспорт» и корпорацией USEC в США через компанию Микерина было отгружено 864 тонны низкообогащённого урана, что принесло в бюджет России более 1 млрд долларов. В 2012 году к этому контракту было подписано дополнение, уточняющее ряд технических и логистических аспектов. Предусмотренная соглашением ВОУ-НОУ 20-летняя программа поставок низкообогащённого урана для американских АЭС по состоянию на конец 2012 года была исполнена на 95 %.

### Арест и осуждение в США
29 октября 2014 года Микерин задержан в США вскоре по прилёте из России, в своей квартире в городке Чеви Чейз, штат Мэриленд, сотрудниками американских спецслужб. Незадолго до ареста Вадим имел последний телефонный разговор с отцом, который показался Евгению Ильичу Микерину необычным и тревожным. Из представленного прокуратурой в суд документа следует, что Микерина планировали арестовать ещё летом, однако спецслужбы США рассчитывали привлечь топ-менеджера к сотрудничеству, и прокуроры тогда отозвали требование из суда (позднее этот документ объявлен прокуратурой «закрытым» и опубликованным по ошибке, но подлинность его не оспаривалась). В конце октября Федеральную окружную прокуратуру США в штате Мэриленд о выдвижении обвинений против главы TENAM Corp официально уведомили представители ФБР и Министерства энергетики США. Делом занимается Федеральное бюро расследований. Микерину инкриминируется нанесение ущерба материнской компании и получение «откатов» на 1,6 млн долларов за якобы оказанные консультационные услуги и другие расходы при заключении с американским контрагентом контрактов о транспортировке из России в США обогащённого урана для нужд АЭС на сумму 33 млн долларов. Ему грозит в США до 20 лет тюрьмы. 6 ноября суд штата Мэриленд оставил Микерина под арестом, ссылаясь на отсутствие соглашения об экстрадиции между США и Россией, возможность подозреваемого скрыться от следствия за границей, а также заинтересованность высокопоставленных российских чиновников вывезти Микерина из США. По данным федерального прокурора США, накопления Микерина составляют до 2 миллионов долларов, у него имеются банковские счета на Кипре, в Латвии и Швейцарии, более 90 % активов бизнесмена находятся в России.
Официальный представитель «Росатома» не исключил политических мотивов ареста бизнесмена и указал, что американская сторона «пыталась склонить Микерина к сотрудничеству против России в обмен на свободу».
В 2015 году Микерин был осуждён в США к 4 годам тюрьмы по обвинению в коррупции на контрактах по транспортировке в США российского урана. Как установлено в приговоре, Микерин получил взяток на общую сумму более 1,6 млн долларов от представителей транспортной компании Transport Logistics International — ради заключения контрактов на переработку ядерного топлива на 33 млн долларов. 24 апреля 2018 года Микерин освобождён из тюрьмы с целью депортации из США.